# Odontocolon depressum
Odontocolon depressum là một loài tò vò trong họ Ichneumonidae.